# Baba-aha-iddina
Bāba-aḫa-iddina, («Baba me ha dado un hermano») ca. 812 a. C.,  fue el noveno rey de la Dinastía de  E, una mezcla de dinastías de reyes de Babilonia, gobernando durante menos de un año. Sucedió brevemente a Marduk-balassu-iqbi, que había sido depuesto por los asirios.
Su nombre era dado tradicionalmente al segundo hijo. Su reinado fue llevado a su fin por la sexta campaña del rey asirio, Shamshiadad V, como describe éste en sus Anales. Una relación más detallada de los acontecimientos que siguieron a su victoria es proporcionada por la Historia sincrónica:

Él rodeó la ciudad y la tomó. LLevó a Bāba-aḫa-iddina, con sus riquezas y tesoros palaciegos a Asiria. Tomó los dioses y el botín de Der, Lahiru, Gannanāti, Dur-Papsukkal, Bıt-riduti, Mê-Turan, numerosas ciudades de Karduniash, con sus alrededores. Se llevó a Anu, el gran Ḫumḫumia, Šarrat-Dēri, Bēlet-Akkadī, Šimalyia, Palil, Annunītu, Mār-Bīti of Māliku. Se acercó a Kutha, Babilonia y Borsippa, y realizó los servicios sagrados. Bajó a Caldea. En Caldea recibió el tributo de sus reyes. Sus funcionarios recogieron regalos de Karduniash. Hizo [… juntos establecieron] una línea fronteriza permanente.
 Synchronistic ChronicleColumn 4, lines 1 to 14. 

Shamshiadad no hizo ningún intento de anexionar Babilonia, que permaneció independiente, aunque sin reyes durante un período, sino que volvió a Asiria, donde pasó sus últimos años, según el registro epónimo, «en la tierra».